# Lajedo (Pernambuco)
Lajedo is een gemeente in de Braziliaanse deelstaat Pernambuco. De gemeente telt 53.348 inwoners (schatting 2009).
De gemeente grenst aan Jupi, Calçado, Canhotinho, Ibirajuba, Jurema, Cachoeirinha en São Bento do Una.